# Жаргалант
Жаргалант (монг.: Жаргалант) – сомон Архангайського аймаку Монголії. Територія 3,8 тис. км², населення 4,8 тис. чол.. Центр селище Баянцагаан. Знаходиться на відстані 227 км від Цецерлега, 567 км від Улан-Батора. Школа, лікарня, торгово-культурні центри

## Рельєф
Гори Дулаанхан (2489 м), Йолин Йовдон, Овоохойт, Цагаанханд, Баянзурх, Цагаан Асгати, найвища точка 2489 м., найнижча – 1258 м. Протікає річка Чулуут та її притоки.

## Корисні копалини
Запаси кам’яного вугілля, свинцю та будівельних матеріалів.

## Клімат
Клімат різкоконтинентальний, середня температура січні -20 градусів, липня + 14 градусів, щорічна норма опадів 300-340 мм.

## Тваринний світ
Водяться вовки, олені, лосі, лисиці, корсаки, зайці.

## Межі сомону
Сомон межує з такими сомонами аймаку Архангай: Цецерлег, Ерденемандал, Ундер-Улаан, Таріат, на заході межує з аймаком Хувсгел.